# Charles W. Jewett
Charles Wood Jewett (* 14. März 1913 in Detroit, Michigan; † 3. November 2000 in Lyme, Connecticut) war ein US-amerikanischer Politiker. Zwischen 1955 und 1959 war er Vizegouverneur des Bundesstaates Connecticut.

## Werdegang
Charles Jewett lebte in Lyme und wurde Mitglied der Republikanischen Partei. In den Jahren 1940 und 1946 wurde er in das Repräsentantenhaus von Connecticut gewählt. 1954 wurde er an der Seite von Abraham A. Ribicoff zum Vizegouverneur von Connecticut gewählt. Dieses Amt bekleidete er zwischen 1955 und 1959. Dabei war er Stellvertreter des Gouverneurs und Vorsitzender des Staatssenats. Im August 1956 nahm er als Delegierter an der Republican National Convention in San Francisco teil, auf der Präsident Dwight D. Eisenhower zur Wiederwahl nominiert wurde.
Nach dem Ende seiner Zeit als Vizegouverneur ist Charles Jewett politisch nicht mehr in Erscheinung getreten. Er starb am 3. November 2000.